# Imma megalyntis
Imma megalyntis är en fjärilsart som beskrevs av Edward Meyrick 1906. Imma megalyntis ingår i släktet Imma och familjen Immidae. Inga underarter finns listade i Catalogue of Life.